# Demonax sagittarius
Demonax sagittarius är en skalbaggsart som beskrevs av Schwarzer 1927. Demonax sagittarius ingår i släktet Demonax och familjen långhorningar. Inga underarter finns listade i Catalogue of Life.